# صموئيل ب أفيس
صموئيل ب أفيس (بالإنجليزية: Samuel B. Avis) (و. 1872 – 1924 م) هو سياسي، ومحامي من الولايات المتحدة الأمريكية. ولد في هاريسونبورغ.
وهو عضو في الحزب الجمهوري.
توفي في تشارلستون، فيرجينيا الغربية.